# 대전신계중학교
대전신계중학교(大田新溪中學校)는 대한민국 대전광역시 서구 복수동에 있는 공립 중학교이다.

## 학교 연혁
- 2005년 10월 27일 : 대전신계중학교 설립 인가(31학급)
- 2006년 3월 2일 : 대전신계중학교 개교(2학년 76명, 3학년 17명)
- 2006년 3월 2일 : 초대 임기수 교장 취임
- 2006년 3월 3일 : 입학식 (남 64명, 여 60명 계 124명)
- 2007년 2월 8일 : 제1회 졸업식 (1학급 24명)
- 2022년 1월 29일 : 제16회 졸업식(7학급 176명) 총 졸업생 3,118명
- 2022년 9월 1일 : 제8대 고영우 교장 취임
- 2024년 1월 8일 : 제18회 졸업식(7학급 203명)
- 2024년 3월 4일 : 입학(남 89명, 여 107명 계 196명)

## 참고 자료
- 대전신계중학교 - 한국교육학술정보원 학교알리미